# 蔭山満
蔭山 満（かげやま みつる、1962年1月26日 - ）は、音響効果技師。
以前はフィズサウンドクリエイションに所属していた。現在はフリー。神奈川県出身。

## 経歴・人物像
映画関係の専門学校を卒業後、フィズサウンドクリエイションに入社し、効果音の制作助手を約3年にわたって務めたのちデビューした。
1995年の時点でもシンセサイザーなどを使用することは少なく、音源テープを切り貼りするという昔ながらの方法で制作していた。

## 主な担当作品
音響監督の藤野貞義と組むことが多い。
- 魔動王グランゾート（NTV） ※クレジットされるのは第4話以降（第1-3話は依田安文）
- 魔神英雄伝ワタル2（NTV）
- 新世紀GPXサイバーフォーミュラシリーズ
- Di Gi Charat (ワンダフル版)（TBS）
- RAVE（TBS）
- ムカムカパラダイス（MBS-JNN)
- マクロス7（MBS-JNN）
- ゾイド -ZOIDS-（MBS-JNN）
- 愛と勇気のピッグガール とんでぶーりん（MBS-JNN）
- マクロス7 銀河がオレを呼んでいる!
- ママはぽよぽよザウルスがお好き（MBS-JNN）
- ゾイド新世紀スラッシュゼロ（MBS-JNN）
- 機動戦士ガンダムSEED（MBS-JNN）
- 機動戦士ガンダムSEED DESTINY（MBS-JNN）
- 機動戦士ガンダムAGE（MBS-JNN）
- バンパイヤン・キッズ（CX）
- がきデカ（CX）※姓を「陰山」とクレジット表記される。
- 南国少年パプワくん（ANB）
- 激闘!クラッシュギアTURBO（NBN-ANN）
- クラッシュギアNitro（NBN-ANN）
- バトルスピリッツ 少年突破バシン（NBN-ANN）
- バトルスピリッツ 少年激覇ダン（NBN-ANN）
- バトルスピリッツ ブレイヴ（NBN-ANN）
- バトルスピリッツ 覇王（NBN-ANN）
- バトルスピリッツ ソードアイズ（NBN-ANN）
- 最強銀河 究極ゼロ 〜バトルスピリッツ〜（NBN-ANN）
- ゲンジ通信あげだま(TX）※当初は姓を「陰山」とクレジット表記され、途中で「蔭山」に表記変更。
- 熱血最強ゴウザウラー（TX）
- 天使になるもんっ!（TX）
- RPG伝説ヘポイ（TX）
- 銀河戦国群雄伝ライ（TX）
- 獣戦士ガルキーバ（TX）
- 超魔神英雄伝ワタル（TX）
- GEAR戦士電童（TX）
- センチメンタルジャーニー（TX）
- ゾイドフューザーズ（TX）
- 爆走兄弟レッツ&ゴー!!シリーズ（TX）
- ロックマンエグゼ (アニメ第1作)（TX）
- 六門天外モンコレナイト（TX）※かげやま♡みつる名義
- すべてがFになる THE PERFECT INSIDER（TX）
- ケロロ軍曹（TX）※当初は「蔭山みつる」とクレジット表記され、途中で「かげやまみつる」に表記変更。
- それいけ!ズッコケ3人組（TX）
- 陰陽大戦記（TX）
- スーパーフィッシング グランダー武蔵シリーズ（TX）
- デ・ジ・キャラットにょ（TVO-TXN）
- SDガンダム三国伝 Brave Battle Warriors（TX）
- マクロス ダイナマイト7
- 機巧奇傳ヒヲウ戦記（NHK）
- 宇宙海賊ミトの大冒険シリーズ
- コスモウォーリアー零（TX）
- 半分の月がのぼる空
- ぽかぽか森のラスカル（UHF）
- 機動戦士ガンダムSEED C.E.73 STARGAZER（Web）
- ひまわりっ!（UHF）
- 武装錬金（TX）
- 幕末機関説 いろはにほへと
- アイドルマスター XENOGLOSSIA
- 完全勝利ダイテイオー
- ベターマン（TX）
- 超速スピナー（TX）
- 爆球連発!!スーパービーダマン（TX）
- マクロス・ジェネレーション
- 低俗霊DAYDREAM
- 宇宙をかける少女（TX）
- 書家
- 宝魔ハンターライム
- ぷちます! -プチ・アイドルマスター-（Web） ※かげやま☆みつる名義
- COPPELION
- ケロロ 〜keroro〜
- ガンダムさん
- 銃皇無尽のファフニール（TBS）
- 血液型くん!3（UHF）
- バトルスピリッツ サーガブレイヴ（Web）
- 魔神英雄伝ワタル 七魂の龍神丸（Web）
- 令和のデ・ジ・キャラット（Web）※かげやま♡みつる名義
- 機動戦士ガンダムSEED FREEDOM
- 魔神創造伝ワタル（TX）